# Takanobu Komiyama
Takanobu Komiyama (jap. 小宮山 尊信 Komiyama Takanobu; ur. 3 października 1984) – japoński piłkarz występujący na pozycji obrońcy. Obecnie występuje w Yokohama FC.

## Kariera klubowa
Od 2006 roku występował w klubach Yokohama F. Marinos, Kawasaki Frontale i Yokohama FC.